# Sindicato de Transportes da Île-de-France
Île-de-France Mobilités, chamado STIF até junho de 2017, é o nome público do Sindicato dos transportes da Île-de-France (Syndicat des transports d'Île-de-France), que é a autoridade que controla a rede transportes públicos em Paris e na região Ilha-de-França (Île-de-France), e coordena as diferentes empresas de transporte que operam na região, principalmente a RATP, a SNCF e a OPTILE (Organização profissional dos transportes de Île-de-France). O STIF foi criado em 1959, e torna-se, a partir de 2005, um estabelecimento publico. O STIF coordena a RATP, a SNCF Ile-de-France e os 90 operadores de transportes afiliados (OPTILE). O STIF tem uma verdadeira autonomia e não depende do governo francês.
Os membros do STIF são a região de Île-de-France e oito departamentos da região: Essonne, Hauts-de-Seine, Paris, Seine-Saint-Denis, Seine-et-Marne, Val-de-Marne, Val-d'Oise e Yvelines . 